# أجاثا كريستي: جرائم الأبجدية
أجاثا كريستي: جرائم الأبجدية (بالإنجليزية: Agatha Christie: The ABC Murders)‏ هي لعبة مغامرات وألغاز لنينتندو دي إس، واستنادًا إلى رواية أجاثا كريستي، جرائم الأبجدية. شارك بوضعها AWE للألعاب واستوديوهات الفانوس الأسود، ونشرتها زاك التفاعلية. تعطيك اللعبة إمكانية التحكم بالكابتن هستنغز والذي يحل اللغز عن طريق فحص مسرح الجريمة واستجواب المشتبه بهم. اللعبة تقدم قاتلًا مختلفًا في كل مرة، مما يؤدي إلى القرائن والشهادات المختلفة طوال اللعبة بأكملها. لعبة تلقت مراجعات متواضعة، ولكن تم الثناء عليها من ناحية الترفيه